# Château de Roquevaire
Le château de Roquevaire est un bâtiment disposé sur un éperon rocheux du plateau calcaire dominant le village de Sauve, dans le département du Gard, en France. Il est construit au milieu du XVIIe siècle par Henry Delmas, abbé commendataire de l'abbaye Saint-Pierre de Sauve qui l'a détenu en bien propre.

## Histoire
Le site lui-même est d'occupation beaucoup plus ancienne puisque des fragments de tegulae y ont été trouvés et un mas agricole y est attesté en 1309, par la donation d'une partie de ses revenus à la Confrérie mage de Sauve. La testataire est Mabille de Roquevaire, femme de feu Guillaume du même nom. Il pourrait exister des liens avec la famille de Roquevaire détentrice du château de Saint-Pons de Roquevaire et inféodée à la baronnie de Roquefeuil. Par ailleurs et à proximité immédiate se trouvent les vestiges d'un château beaucoup plus ancien : le castrum salavense de la famille des Bermond de Sauve, descendante des comtes goths, aristocratie dominante de l'ancienne Septimanie.
Certains aspects de son architecture rappellent la période médiévale : ponts-levis, défenses en archère, pierres à bossage, etc. Mais l'ensemble du bâtiment et son environnement de jardins en terrasses évoquent aussi, par la présence d'une enceinte complète, par le soin apporté à la collecte et à la gestion de l'eau (grandes citernes, buffet d'eau et salle de fraîcheur), par la présence d'une orangerie et de plantes exotiques ou rares (tulipe de l'Écluse, sternbergia et grenadier), le mythe du Paradis perdu et du jardin d'Éden, sans doute cher à l'abbé Delmas. Dans ce site clos, où il pouvait se recueillir, à l'écart de son abbaye et de ses charges dans la ville de Sauve, il disposait d'une bibliothèque richement garnie d'ouvrages et de tableaux de prix. Il avait fait inscrire, au-dessus de la porte d'accès au site, la devise in urbe omnb., in deserto mihi (à la ville je suis à tous, au désert je suis à moi). On lui doit, par ailleurs, un recueil de pièces en prose et en vers La salade du mois de may. 

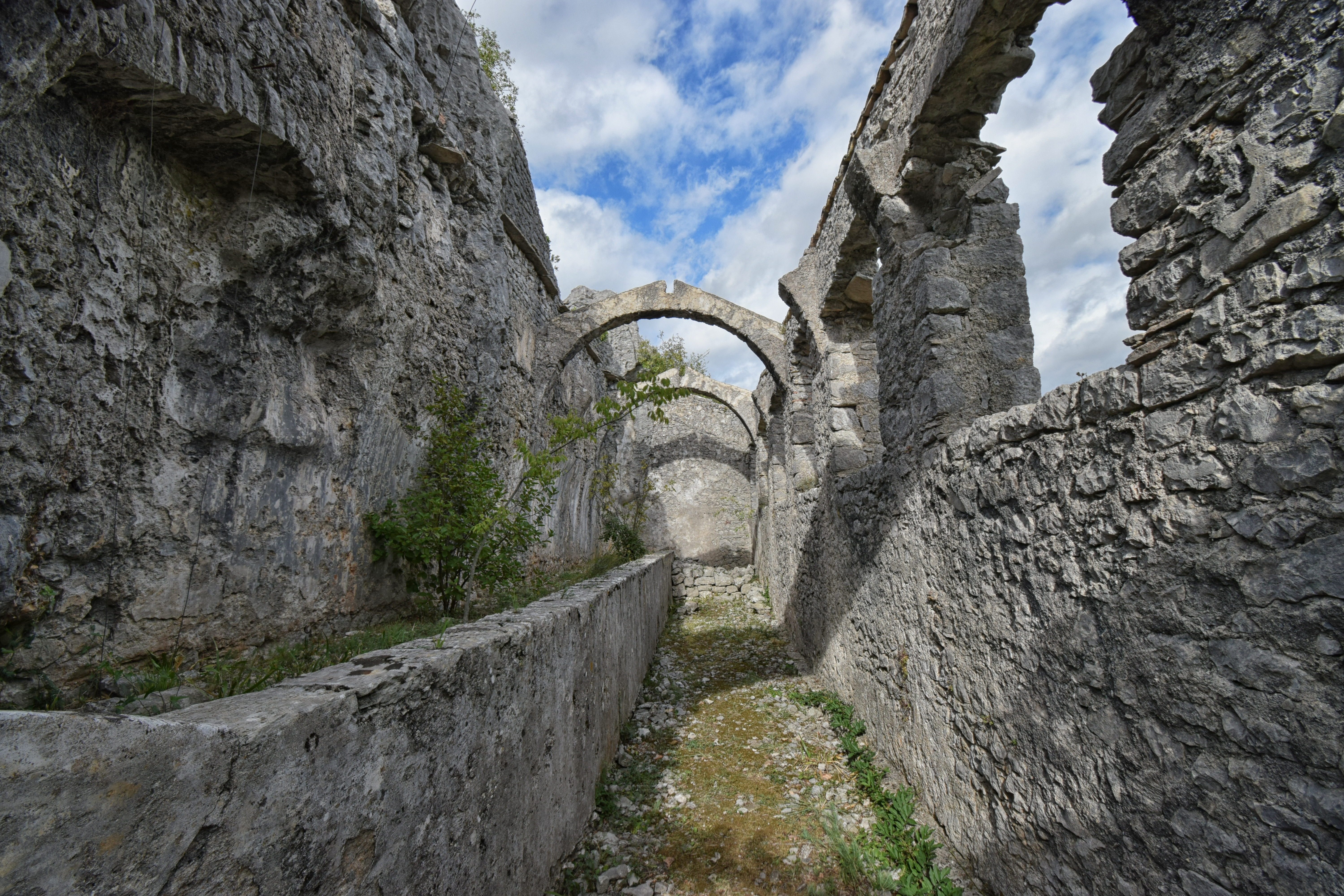
Orangerie du château

Les guerres de religion ont été fatales au bâtiment, incendié dans la nuit du 31 janvier au 1er février 1703 par les troupes du chef camisard Rolland cantonnées dans le massif forestier de Coutach, tout proche, comme le relate le manuscrit Dupuy de Montbrun. Outre la disparition des biens meubles, ce dernier précise par ailleurs que la toiture en plomb a fondu. Henry Delmas, son propriétaire, décède en novembre 1712 à Agde. Très endommagé, le château effectue un passage rapide entre les mains de Louis Duranc de Vibrac, gouverneur de Sauve, qui vend les éléments récupérables du bâtiment, puis le château lui-même en 1725. Paradoxe de l'histoire, c'est une famille protestante de Sauve (Massip puis Favantine) qui l'achète et s'en sert comme lieu de sépulture pendant deux siècles (1725-1926), d'où les cyprès plantés sur la terrasse précédant le bâtiment. Puis, pendant huit ans, il est la propriété éphémère de l'écrivain sauvain Jean Germain, auteur de l'ouvrage Sauve antique et curieuse cité. Depuis 1934, les propriétaires sont la famille Lorot-Boyat.
Contrairement à de nombreux écrits récents, rien n'atteste qu'il ait été, dans son état actuel, la résidence des évêques de Maguelone, même si ces derniers sont bien devenus co-seigneurs du bailliage de Sauve, à la suite de l'accord passé entre Béranger de Frédol, évêque de Maguelone, et Philippe le Bel, roi de France, en 1293,.
Le nom de Roquevaire pourrait provenir de l'expression « le rocher que l'on voit » ou « d'où l'on voit » (Roc veire) ou de la couleur gris bleuté de ses pierres (Roc vair).